# Hokej na travi na Igrama Commonwealtha 2006.
Hokej na travi na Igrama Commonwealtha 2006. se igrao u Melbourneu, u Australiji. 
Igrao se usporedno muški i ženski turnir. 

## Vrijeme održavanja
Natjecanja za žene su se održala od 16. do 25. ožujka.
Muška natjecanja su se održala od 17. do 26. ožujka.

## Natjecateljska mjesta
Svi susreti su igrani u State Netball and Hockey Centreu u unutarnjem gradskom predgrađu Melbournea, Parkvilleu.

## Sustav natjecanja
U prvom dijelu, sudionici su se natjecali po jednostrukom ligaškom sustavu u dvjema skupinama od po pet sudionika. Pobjednici skupina i drugi su išli u poluzavršnicu, u borbu za odličja. Poluzavršnica se igrala unakrižno. Prvi iz "A" skupine je igrao s drugim iz skupine "B" i obrnuto. 5. iz skupina su međusobno doigravali za 9. mjesto. 4. iz skupina su međusobno doigravali za 7. mjesto. 3. iz skupina su međusobno doigravali za 5. mjesto.

## Muški

### Sudionici
U skupini "A", natjecali su se: Novi Zeland, Škotska, Kanada, Engleska i domaćin Australija.

U skupini "B", natjecali su se: Indija, Malezija, Trinidad i Tobago, JAR i Pakistan.

### Sastavi momčadi

#### Australija
(1.) Jamie Dwyer, (2.) Liam de Young, (4.) Michael McCann, (6.) Robert Hammond, (7.) Nathan Eglington, (9.) Mark Knowles, (13.) Luke Doerner, (14.) Grant Schubert, (15.) Bevan George, (18.) Stephen Lambert, (21.) Aaron Hopkins, (23.) Matthew Wells, (24.) Travis Brooks, (25.) Brent Livermore, (26.) Dean Butler, (30.) Stephen Mowlam. Izbornik: Barry Dancer.

#### Kanada
(1.) Matthew Peck, (2.) Mike Mahood, (3.) Anthony Wright, (5.) Robin D'Abreo, (6.) Marian Schole, (7.) Michael Lee, (8.) Philip Wright, (9.) Ken Pereira, (10.) Wayne Fernandes, (11.) Peter Short, (12.) Dave Jameson, (13.) Rob Short, (16.) Scott Sandison, (17.) Connor Grimes, (18.) Paul Wettlaufer, (21.) Ravi Kahlon. Izbornik: Gene Muller.

#### Engleska
(4.) Glenn Kirkham, (5.) Richard Alexander, (9.) Martin Jones, (10.) Matt Daly, (11.) Brett Garrard, (12.) Jonty Clarke, (13.) Rob Moore, (14.) Ben Hawes, (15.) Robert Cordon, (18.) Barry Middleton, (20.) James Tindall, (21.) Jon Bleby, (23.) Jon Ebsworth, (24.) Ben Marsden, (25.) James Fair, (28.) Simon Mantell. Izbornik: Jason Lee.

#### Malezija
(1.) Ibrahim Mohamed Nasihin, (2.) Rahim Muhamad Amin, (3.) Boon Huat Chua, (4.) Kali Logan Raj, (5.) Kuham Shanmuganathan, (6.) Bakar Nor Azlan, (7.) Megat Termizi Megat Azrafiq, (8.) Mohan Jiwa, (9.) Nor Mohamed Madzli, (10.) Tengku Ahmad, (11.) Mat Radzi Mohamed Rodzhanizam, (12.) Kali Keevan Raj, (13.) Abu Ismail, (14.) Misron Azlan, (15.) Mohan Jivan, (16.) Kumar Subramaniam. Izbornik: Wallace Tan.

#### Novi Zeland
(4.) Darren Smith, (6.) Simon Child, (7.) Blair Hopping, (8.) Dean Couzins, (10.) Ryan Archibald, (12.) Bradley Shaw, (14.) Bevan Hari, (16.) Paul Woolford, (17.) Kyle Pontifex, (18.) Phillip Burrows, (19.) Hayden Shaw, (20.) James Nation, (21.) Bryce Collins, (24.) Gareth Brooks, (25.) Shea McAleese, (30.) Ben Collier. Izbornik: Kevin Towns.

#### Škotska
(1.) Alistair McGregor, (2.) David Mitchell, (3.) Michael Leonard, (4.) Adam MacKenzie, (5.) Niall Stott, (6.) Jonathan Christie, (7.) David Mansouri, (8.) Vishal Marwaha, (9.) Graham Moodie, (10.) Douglas Simpson, (11.) Mark Ralph, (12.) Michael Christie, (13.) Allan Dick, (14.) David Ralph, (15.) Stephen Dick, (16.) Graham Dunlop. Izbornik: Mathias Ahrens.

#### Indija
(1.) Bharat Kumar Chetri, (2.) Deepak Thakur, (3.) Kanwalpreet Singh, (4.) Sandeep Singh, (5.) Tejbir Singh, (6.) Ignace Tirkey, (10.) Prabodh Tirkey, (11.) Didar Singh, (12.) Baljit Singh, (15.) Rajpal Singh, (19.) Sardara Singh, (21.) Viren Rasquinha, (23.) Arjun Halappa, (25.) William Xallxo, (27.) Vikram Pillay, (28.) Tushar Khandekar. Izbornik: Rajinder Singh.

#### JAR
(1.) Chris Hibbert, (2.) Franci du Plessis, (3.) Ken Forbes, (4.) Kyle Rhodes, (5.) Darryn Gallagher, (6.) Bruce Jacobs, (7.) John Paul, (8.) Wayne Madsen, (9.) Lungile Tsolekile, (10.) Jody Paul, (11.) Clyde Abrahams, (12.) Ian Symons, (13.) Leroy Phillips, (14.) Charles Rose-Innes, (15.) Reece Basson, (16.) Justin Reid-Ross. Izbornik: Paul Revington.

#### Pakistan
(1.) Salman Akbar, (2.) Imram Warsi, (5.) Muhammad Saqlain, (7.) Dilawar Hussain, (8.) Adnan Maqsood, (9.) Tariq Aziz, (10.) Rehan Butt, (11.) Muhammad Shabbir, (12.) Nasir Ahmed, (14.) Mudassar Ali Khan, (15.) Shakeel Abbasi, (16.) Imran Khan Yousafzai, (17.) Muhammad Zakir, (19.) Muhammad Imran, (22.) Zeeshan Ashraf, (29.) Muhammad Zubair. Izbornik: Asif Bajwa.

#### Trinidad i Tobago
(1.) Glenn Francis, (2.) Ron Alexander, (3.) Akim Toussaint, (4.) Damian Gordon, (5.) Nicholas da Costa, (6.) Solomon Eccles, (7.) Kwandwane Browne, (8.) Nigel Providence, (9.) Atiba Whittington, (10.) Wayne Legerton, (11.) Nel Lashley, (12.) Nicholas Wren, (13.) Dwain Quan Chan, (14.) Dillet Gilkes, (15.) Calvin Alexander, (16.) Darren Cowie. Izbornik: David Francois.

## Prvi krug - po skupinama

### Skupina "A"
| Novi Zeland - Engleska   |  | 3:4 (1:2) |
| Australija - Škotska     |  | 5:1 (3:1) |
| Novi Zeland - Kanada     |  | 4:1 (2:1) |
| Škotska - Engleska       |  | 1:3 (1:1) |
| Kanada - Australija      |  | 1:5 (0:3) |
| Novi Zeland - Škotska    |  | 5:0 (1:0) |
| Australija - Engleska    |  | 5:1 (2:0) |
| Kanada - Škotska         |  | 0:2 (0:1) |
| Kanada - Engleska        |  | 1:5 (0:2) |
| Australija - Novi Zeland |  | 5:2 (0:0) |

### Skupina "B"
| Indija - Malezija            |  | 1:1 (0:1)  |
| Trinidad i Tobago - JAR      |  | 1:6 (0:5)  |
| Pakistan - Indija            |  | 4:1 (1:1)  |
| Trinidad i Tobago - Malezija |  | 0:8 (0:5)  |
| Pakistan - JAR               |  | 1:1 (0:0)  |
| Indija - Trinidad i Tobago   |  | 10:1 (4:1) |
| Malezija - JAR               |  | 2:1 (0:1)  |
| Trinidad i Tobago - Pakistan |  | 1:7 (1:6)  |
| Indija - JAR                 |  | 2:0 (1:0)  |
| Pakistan - Malezija          |  | 6:5 (4:2)  |

## Drugi krug - za poredak
- za 9. mjesto

| Kanada - Trinidad i Tobago |  | 2:0 (2:0) |

- za 7. mjesto

| JAR - Škotska |  | 1:2 (0:1) |

- za 5. mjesto

| Indija - Novi Zeland |  | 1:2 (1:0) |

### Za odličja
- poluzavršnica

| Australija - Malezija |  | 6:0 (1:0) |
| Pakistan - Engleska   |  | 2:1 (0:0) |

- za brončano odličje

| Malezija - Engleska |  | 2:0 (1:0) |

- za zlatno odličje

| Australija - Pakistan |  | 3:0 (1:0) |

### Konačni poredak
| Mj. | Momčad            |
| --- | ----------------- |
| 1.  | Australija        |
| 2.  | Pakistan          |
| 3.  | Malezija          |
| 4.  | Engleska          |
| 5.  | Novi Zeland       |
| 6.  | Indija            |
| 7.  | Škotska           |
| 8.  | JAR               |
| 9.  | Kanada            |
| 10. | Trinidad i Tobago |

| Pobjednici              |
| ----------------------- |
| Australija Treći naslov |

## Vanjske poveznice
- (engl.) Službeni rezultati